# Yung Saint Paul
Yung Saint Paul (* in Mosbach; eigentlich: Paul Nörling) ist ein deutscher Rapper.

## Leben
Yung Saint Paul wuchs in Mosbach, Baden-Württemberg auf. In seiner Jugend schrieb er unter anderem Gedichte, kam dann später zum Hip-Hop. Seine Musik entsteht in enger Zusammenarbeit mit seinen Kindheitsfreunden. Die ersten Songs entstanden auf Soundcloud. Im Anschluss begann er zunächst independent seine Musik zu veröffentlichen. Sein erster Song erschien 2018 mit Kein buntes Papier. 2022 entstand mit Hamilton ein Song, bei dem Eno als Feature vertreten war und ihn bekannt machte. Zudem veröffentlichte er eine EP mit ausschließlich Freestyles. Er wurde später von Four Music unter Vertrag genommen. 2024 hatte er Beef mit Sampagne gegen den Rapper Boondawg, der in diversen Disstracks gipfelte.
Der große Durchbruch gelangt ihm 2025 mit dem Song Camilla, der Platz 15 der deutschen Charts erreichte.

## Musikstil
Musikalisch bewegt er sich zwischen Trap und Cloud-Rap. Seine Texte bestehen genre-üblich im Wesentlichen aus Flexen, also Angeberei. gerade am Anfang schwamm er im Fahrwasser von Rappern wie RIN und Yung Hurn und verwendete viel Auto-Tune. Ab 2022 entwickelte er seinen eigenen Stil. Unter anderem integriert er Amapiano in seine Musik und konzentrierte sich auch auf Freestyle-Rap.

## Diskografie

### EPs
- 2023: Freestyle EP (Kumpelmusik/Four Music)
- 2024: Bundestrainer EP (Kumpelmusik/Four Music)

### Singles
- 2017: Bass und Liebe (Debüt)
- 2018: Kein buntes Papier
- 2020: GQ
- 2020: Schaumwein
- 2020: Playbunnys
- 2020: S-Bahn
- 2021: Michael Jackson
- 2021: 50 Cent
- 2022: Hamilton (feat. Eno)
- 2022: Valley
- 2022: Dom P Pillz
- 2022: Denkst du an mich? (Hiphop.de-Freestyle)
- 2022: Kiki /Dopamin
- 2023: 2 Drinks
- 2024: Schneller als du denkst (feat. Badchieff)
- 2024: Wenn du’s wissen willst (mit Danju)
- 2024: spitzensteuersatzfreestyle (mit Chapo102)
- 2025: Viertel nach acht (mit Fourty)
- 2025: Camilla